# Joanna III (hrabina Burgundii)
Joanna III (ur. 1308, zm. 1347) – królewna francuska i nawarska z dynastii Kapetyngów, suo iure hrabina Burgundii i Artois od 1330 r., księżna Burgundii od 1318 r. jako żona Eudoksjusza IV, córka Filipa V Długiego i Joanny Burgundzkiej.

## Życiorys
Joanna urodziła się w 1308 jako najstarsza córka Filipa (brata ówczesnego następcy tronu Francji i króla Nawarry Ludwika Kłótliwego) i Joanny Burgundzkiej, hrabiny-palatynki Burgundii. Miała trzy siostry i jednego brata, który zmarł we wczesnym dzieciństwie.
W 1316 r. jej ojciec wstąpił na tron Francji i Nawarry ignorując prawa Joanny, jedynej córki Ludwika Kłótliwego i Małgorzaty Burgundzkiej. W obronie interesów córki Ludwika stanął jej wuj, książę Burgundii Eudoksjusz IV. Po 2 latach Filip zawarł porozumienie z księciem Eudoksjuszem, w wyniku którego 18 czerwca 1318 Joanna została jego żoną.
Gdy w 1330 zmarła nie pozostawiwszy męskiego potomka matka Joanny, ta objęła po niej władzę w hrabstwach Burgundii i Artois. Do Artois pretensje zgłaszał także Robert, kuzyn jej matki, który spierał się o Artois od początku XIV w. z Mahaut, babką Joanny. Robert miał poparcie króla Filipa VI, ale pod naciskiem męża Joanny Artois zostało jej przyznane. Wywołało to bunt Roberta przeciwko królowi i uznanie przezeń za króla Francji Edwarda III, kuzyna Joanny.
Jedynym dzieckiem Joanny i Eudoksjusza, które przeżyło dzieciństwo był syn Filip, który zmarł jeszcze za życia rodziców w 1346 r. Następcą Joanny został jej jedyny wnuk, Filip.